# 徳山村立徳山小学校塚分校
徳山村立徳山小学校塚分校（とくやまそんりつ　とくやましょうがっこう　つかぶんこう）は、かつて岐阜県揖斐郡徳山村字塚（現・揖斐川町）に存在した公立小学校の分校。

## 概要
- 徳山小学校の分校であり、徳山村字塚の児童が通学していた。塚集落は揖斐川（東谷）沿いの集落であり、最上流部に位置していた。
- 徳山ダムの建設により、塚集落はダム湖に水没することとなったため、集団離村。それに伴い廃校となった。

## 沿革
- 1881年（明治14年） - 徳山学校塚分教場として開校。
- 1886年（明治19年） - 徳山簡易科小学校塚分教場に改称する。
- 1889年（明治22年）7月1日 - 徳山村、山手村、櫨原村、塚村、開田村、戸入村、門入村が合併し、徳山村が発足。
- 1901年（明治34年） - 徳山尋常小学校塚分教場に改称する。
- 1919年（大正8年） - 徳山尋常高等小学校塚分教場に改称する。
- 1941年（昭和16年）4月1日 - 徳山国民学校塚分教場に改称する。
- 1947年（昭和22年）4月1日 - 徳山村立徳山小学校塚分校に改称する。塚集落の中学生は徳山小学校櫨原分校に併設された徳山中学校東谷分校に通学する[注釈 3]。
- 1983年（昭和58年）3月 - 休校。
- 1987年（昭和62年）3月31日 - 廃校。